# Юньковский сельсовет
Юньковский сельсовет (белор. Юнькаўскі сельсавет) — административная единица на территории Поставского района Витебской области Белоруссии. Административный центр — агрогородок Юньки.

## История
Сельсовет образован 12 октября 1940 г.
3 октября 2024 года деревня Тарасовка упразднена.

## Состав
Юньковский сельсовет включает 56 населённых пунктов:
- Авласы — деревня.
- Баковичи — деревня.
- Барановичи — деревня.
- Биюти — деревня.
- Ботвины — деревня.
- Будево — деревня.
- Веселуха — деревня.
- Гогово — деревня.
- Гридьки — деревня.
- Груздово — деревня.
- Гуторы — деревня.
- Дашки — деревня.
- Деревянки — деревня.
- Должа — деревня.
- Железнодорожная Казарма — хутор.
- Захаровщина — деревня.
- Кашицы — деревня.
- Козичи — деревня.
- Колеевцы — деревня.
- Костени — деревня.
- Кубарки — деревня.
- Кулаково — деревня.
- Куриловичи — деревня.
- Лавки — хутор.
- Липники — деревня.
- Логовинцы — деревня.
- Макаровцы — деревня.
- Маньковичи — деревня.
- Местечко — деревня.
- Михничи — деревня.
- Миськие — деревня.
- Огородники — деревня.
- Ожарево — деревня.
- Пацковичи — деревня.
- Перевозники — деревня.
- Петраги — деревня.
- Плаксы — деревня.
- Пожарцы — деревня.
- Раловцы — деревня.
- Ромельки — деревня.
- Русины — деревня.
- Савичи — деревня.
- Симоньки — деревня.
- Слижово — деревня.
- Смычье — деревня.
- Совки — деревня.
- Соловьи — деревня.
- Сорочино — деревня.
- Споры Большие — деревня.
- Черенки — деревня.
- Ширки — деревня.
- Шурпики — деревня.
- Юньки — агрогородок.
- Яцевичи — деревня.

Упразднённые населенные пункты на территории сельсовета:
- Соколово — хутор.
- Белые — хутор.
- Тарасовка — деревня[2]